# Independence (Missouri)
Pour les articles homonymes, voir Independence.
Independence est une ville de l'État du Missouri faisant partie de l'agglomération de Kansas City, siège du comté de Jackson. Sa population s’élevait à 116 830 habitants lors du recensement de 2010, estimée à 117 306 habitants en 2017.

## Géographie
La ville est située sur la rive sud de la rivière Missouri, dans la banlieue est de Kansas City.

## Démographie
| Groupe            | Independence | Missouri | États-Unis |
| ----------------- | ------------ | -------- | ---------- |
| Blancs            | 85,7         | 82,8     | 72,4       |
| Afro-Américains   | 5,6          | 11,6     | 12,6       |
| Métis             | 3,2          | 2,1      | 2,9        |
| Autres            | 3,2          | 1,3      | 6,2        |
| Asiatiques        | 1,0          | 1,6      | 4,8        |
| Océaniens         | 0,7          | 0,1      | 0,2        |
| Amérindiens       | 0,6          | 0,5      | 0,9        |
| Total             | 100          | 100      | 100        |
|                   |              |          |            |
| Latino-Américains | 7,7          | 3,6      | 16,4       |

| Indicateur                             | Independence | États-Unis |
| -------------------------------------- | ------------ | ---------- |
| Personnes de moins de 5 ans            | 6,1 %        | 6,1 %      |
| Personnes de moins de 18 ans           | 22,7 %       | 22,6 %     |
| Personnes de plus de 65 ans            | 17,5 %       | 15,6 %     |
| Femmes                                 | 52,6 %       | 50,8 %     |
| Personnes par foyer                    | 2,41         | 2,64       |
| Vétérans                               | 10,0 %       | 8,0 %      |
| Personnes nées étrangères à l'étranger | 5,0 %        | 13,2 %     |
| Personnes sans assurance maladie       | 15,0 %       | 10,2 %     |
| Personnes avec un handicap             | 12,2 %       | 8,6 %      |
| Revenus annuels                        | 25 755 $     | 29 829 $   |
| Personnes sous le seuil de pauvreté    | 16,0 %       | 12,3 %     |
| Diplômés du lycée                      | 88,6 %       | 87,0 %     |
| Diplômés de l'université               | 18,8 %       | 30,3 %     |

Selon l’American Community Survey, pour la période 2011-2015, 92,65 % de la population âgée de plus de 5 ans déclare parler l'anglais à la maison, 5,64 % l'espagnol et 1,72 % une autre langue.

## Économie
Une usine de munitions légères, la Lake City Army Ammunition Plant (en), y est installée depuis 1941. D'une superficie de 15,92 km2, c'est le plus important fabricant de munitions pour fusils d'assaut pour les forces armées des États-Unis, essentiellement les 5,56 × 45 mm OTAN. En 2000, elle emploie 650 personnes et produit 350 millions de balles de petits calibres, en 2007, elle a 2 500 employés et produit 1,4 milliard de balles.

## Jumelage
- Higashimurayama (Japon)

## Personnalités liées à la ville
Harry S. Truman (1884-1972), président des États-Unis, résida à Independence les dernières années de sa vie, dans la maison de la famille de son épouse Bess. Il fut inhumé avec cette dernière (décédée en 1982) dans les jardins de la Harry S. Truman Presidential Library and Museum qui se trouve dans la ville.
Sharon Kinne, tueuse en série, condamnée en 1964 et évadée en 1969, puis disparue, est née et a vécu à Independence.